# Vole Au Vent
Vole Au Vent — судно компанії Jan De Nul, призначене для використання у будівництві офшорних вітрових електростанцій.

## Характеристики судна
Замовлення на спорудження судна виконала у 2013 році польська верф Crist Shipyard у Гдині. За своїм архітектурно-конструктивним типом воно відноситься до самопідіймальних (jack-up) та має чотири опори довжиною по 90 метрів. Це дозволяє оперувати в районах з глибинами від 7 до 50 метрів.
Для виконання основних завдань Vole Au Vent обладнане краном вантажопідйомністю 1500 тон (при підйомі на висоту 17 метрів, показник зменшується до 134 тонн при висоті у 104 метри). Робоча палуба має площу 3400 м2 та може витримувати до 6500 тонн вантажу.
Пересування до місця виконання робіт здійснюється самостійно із максимальною швидкістю до 12 вузлів, а точність встановлення забезпечується системою динамічного позиціювання DP2. Судно обладнане майданчиком для гелікоптерів діаметром 22,2 метра, на якому здатне приймати машини типу Sikorsky S92, Sikorsky S61N, Super Puma.
Vole Au Vent може виконувати завдання протягом 30 діб при розміщенні 90 осіб.

## Завдання судна
Першим завданням для судна, яке спершу носило назву Vidar, став монтаж 29 комплектів лопатей на німецькій ВЕС Глобаль-Тех I у Північному морі.
У 2014—2015 роках судно встановило 80 вітрових турбін на ВЕС Балтік 2, розташованій у Балтійському морі північніше острова Рюген. Одночасно воно ж прокладало з'єднуючі кабелі.
В 2016—2017 роках на бельгійській ВЕС Нобелвінд (Північне море) Vole Au Vent спорудило 51 фундамент у складі монопаль (довжиною до 77 метрів та вагою від 430 до 800 тонн) та перехідних елементів, приймаючи на борт по 4 комплекти за раз. Після цього воно  виконало монтаж 50 вітрових турбін.
В 2016 році судно провело підготовчі роботи на морському дні в районі майбутньої першої фінської офшорної ВЕС Тахколуото (Ботнічна затока Балтійського моря). На період осінньо-зимових штормів воно полишило цю площадку, а в період з квітня по першу декаду липня 2017-го повернулось, спорудило фундаменти та провело монтаж 10 вітрових турбін.
У вересні 2017 року судно провело доставку з данського Есб'єргу та монтаж 5 вітрових турбін на експериментальній станції Blyth Offshore Demonstrator Project (Північне море біля узбережжя Нортумберленду).
Весною 2018-го судно повинне зайнятись спорудженням 36 монопальних фундаментів на ВЕС Боркум-Рифгрунд 2 (німецький сектор Північного моря). 